# 国际体育教育、体育活动与体育运动宪章
国际体育教育，体育活动与体育运动宪章 是一部在2015年11月18日的联合国教育、科学及文化组织第38届大会上由组织成员国通过修订的基于权利的国际宪章文件。此宪章是在1978年，第20届联合国教科文组织大会上通过的原国际体育运动宪章,  的法律继承文件。
该宪章的前身，在1991年小幅度修改的原国际体育运动宪章是世界上第一部在体育领域以“体育教育与体育运动是全人类的基本权利”为基础核心的国际文件。
新修订的国际体育运动宪章在1978年通过的原宪章的基础上增加了关于体育活动的表述，同时为体现过去37年间体育运动事业的重大发展，强调了体育活动对健康方面，对残疾人的包容性方面，对青少年儿童的保护方面以及国际发展和世界和平方面的积极作用，同时要求国际社会在兴奋剂滥用，体育暴力以及非法操纵比赛等威胁下继续保护体育运动的纯洁性。

## 目的
通过12条条款，新修订的宪章将继续作为国际体育教育，体育活动以及体育运动领域的道德规范以及政策标准。新宪章在保持了旧宪章的目的之余，还代表了国际体育界对推动体育成为和平与发展的重要驱动力的一致立场。
新修订的宪章为保护体育运动的纯洁性提供了坚实的基础，并为政策制定者提供了支持体育运动平民化，草根化的支持。它同样承认了体育教育在提高社会性别平等，促进社会包容性，反对歧视以及确保可持续性发展对话中的积极作用。
联合国教科文组织总干事伊琳娜·博科娃表示：“新版宪章的采纳标志着从承诺到行动，从政策到实施的转变。它为新的国际体育政策辩论定下基调——今后将会更专注于经验交流、体育教育和训练项目、能力发展以及倡导宣传等。这也是明确认可了体育教育是促进性别平等，社会包容，反对歧视以及可持续对话的重要驱动力。” 

## 内容
国际体育教育，体育活动与体育运动宪章包含了一个前言和12个条款。以下是宪章所提及的几个重要的方面：

### 参与体育运动是所有人应享有的基本权利
第1条--开展体育教育、体育活动和体育运动是每个人的一项基本权利

### 体育运动的价值与收益
第2条--体育教育、体育活动和体育运动能够为个人、社区和全社会带来多种惠益
第11条-- 体育教育、体育活动和体育运动在实现发展、和平以及冲突后和灾后目标方面可以起到重要作用

### 道德规范与质量标准
第4条--体育教育、体育活动和体育运动计划必须激励终身参与
第5条--所有利益攸关方必须确保其活动在经济、社会和环境方面具有可持续性
第6条--研究、证据和评估是发展体育教育、体育活动和体育运动必不可少的要素
第7条--体育教育、体育活动和体育运动的教学、指导和行政管理必须由合格人员承担
第8条--充足和安全的空间、设施和设备是高质量的体育教育、体育活动和体育运动的基本要素
第9条--安全和风险管理是高质量兴办体育的必要条件
第10条--所有人必须时刻关注保护和促进体育教育、体育活动和体育运动的纯洁性和道德价值观

### 不同利益方的角色
第3条--所有利益攸关方必须参与制定战略构想和确定政策选项及优先事项
第12条--国际合作是扩大体育教育、体育活动和体育运动的范围和影响的先决条件

## 应用
高质量体育教育政策计划是新宪章在体育教育方面实际应用的一个范例。

## 参与修订方
宪章的修订经过了多重的讨论并在修订过程中咨询及采纳了众多专家，各国政府人员，体育机构及组织，学术界以及非政府组织的意见和建议。 
新宪章还通过了政府间体育运动委员会(CIGEPS)及其下属常设协商理事会(PCC)，以及联合国教科文组织执行局的审核。同时该宪章还作为在2013年第五届体育运动部长会议(MINEPS V)上被来自121个组织成员国的600多位与会者共同通过的柏林宣言的重要成果。

### 体育运动部长会议
创建于1976年，国际体育运动部长以及高级官员会议(MINEPS)  是一个为体育教育，体育运动政策提供合作和交流的国际论坛。体育运动部长会议同时也是制定国际统一体育政策发展方针的重要组织。
它同时也是世界上唯一提供给政府，跨政府组织，体育运动组织，体育学术界以及非政府组织共同交流磋商的平台。

### 政府间体育运动委员会
政府间体育运动委员会(CIGEPS) 成立于1978年，旨在提升运动的角色与价值，以及公共政策对运动的包容。政府间体育运动委员会由18名来自教科文组织成员国体育与运动领域的专业代表组成，任期四年。常设协商理事会(PCC)则由重要的体育联合会、联合国机构以及非政府组织组成，为委员会提供技术支持和建议。
在2015年，政府间体育运动委员会由以下18个联合国教科文组织成员国组成：
- 巴西
- 哥伦比亚
- 刚果共和国
- 丹麦
- 德国
- 印度尼西亞
- 伊朗
- 马达加斯加
- 马来西亚
- 墨西哥
- 阿曼
- 俄羅斯
- 南非
- 土耳其
- 乌克兰
- 葉門

### 常设协商理事会
常设协商理事会(PCC)包括了国际上重要的体育运动联合会，联合国下属机构以及多个非政府组织，并为政府间体育运动委员会提供技术以及学术支持。
- International Council of Sport Science and Physical Education (ICSSPE) [8]
- 国际奥林匹克委员会 (IOC)
- 國際帕拉林匹克委員會 (IPC)
- 國際單項運動總會聯合會
- 联合国儿童基金会 (UNICEF)
- 联合国开发计划署 (UNDP)
- 联合国环境署 (UNEP)
- United Nations Global Compact Office [9]
- United Nations Office on Sport for Development and Peace (UNOSDP) [10]
- 联合国妇女权能署
- 世界卫生组织 (WHO)
- Association of National Olympic Committees (ANOC) [11]
- 国际足球联合会 (FIFA)
- 國際游泳聯合會 (FINA)
- 國際大學運動總會 (FISU)
- Havas Sports and Entertainment
- Institut de Relations Internationales et Stratégiques (IRIS) [12]
- 国际田径联合会 (IAAF)
- 國際冬季兩項聯盟 (IBU)
- International Fair Play Committee [13]
- International Pierre de Coubertin Committee [14]
- International Working Group on Women and Sport [15]
- Peace and Sport Organization [16]
- PL4Y International [17]
- Play the Game [18]
- 体育权利组织
- The Association for International Sport for All (TAFISA) [19]
- 世界反運動禁藥機構 (WADA)
- World Federation of the Sporting Goods Industry (WFSGI)  [20]